# Општина Галешти (Муреш)
Галешти (рум. Găleşti) општина је у Румунији у округу Муреш.
Oпштина се налази на надморској висини од 335 m.